# Ахмед Назър паша
Ахмед Назър паша (на турски: Ahmed Nazır Paşa) е османски офицер и чиновник.

## Биография
Завършна Османската военна академия и е един от първите щабни офицери в Османската армия. Учи във Военна академия във Виена, Австрийската империя (1837). Служи в Анадола и като началник-щаб на Румелийската армия. Участва в Кримската война. В 1854 година е произведен мушир (фелдмаршал).
В периода от май 1856 до май 1857 година е валия на Солунския еялет. От май (или юли) до октомври 1857 е управител на Румелийския еялет. В Битоля Ахмед паша се връща към изоставената от предшественика му Йомер паша Къзълхисарлъ политика на прочистване на държавната машина и прилагане на реформите в пашалъка.
От март 1859 до юни 1860 година е валия на Сирийския еялет (Шам) в Дамаск и главнокомандващ на армията. При сблъсък между мюсюлмани и християни в Ливан и Дамаск заповядва да се стреля на месо. Затова е съден, осъден на смърт и екзекутиран.